# Hawawshi
Hawawshi (a veces escrito Hawwaoshi; árabe egipcio: حواوشي; IPA: [ħæˈwæwʃi]) es un plato tradicional egipcio. Es una pita rellena de carne picada y condimentada con cebolla, pimienta, perejil y, en ocasiones, chiles.  En la mayor parte de Egipto, se hornea rellenando el pan plano egipcio con la mezcla de carne y luego horneando en el horno. En Alejandría, los ingredientes se colocan entre dos capas circulares de masa y luego se hornean en un horno. Hawawshi se fabrica comúnmente en casas egipcias y también se sirve en algunos restaurantes, generalmente como comida para llevar.

## Preparación
La masa es similar al pan pita, se sirve en un pan plano, y se lo rellena de carne molida con vegetales y pimientos picantes, se lo puede  empapar o lo puede envolver con el pan y colocarlo en el horno, generalmente se hornea rellenando el pan plano egipcio con la mezcla de carne y luego horneando en el horno.

## Comida callejera
Hawawshi es un plato que se lo incluye en la comida tradicional callejera egipcia, muy famosa. Sin embargo, también se prepara en casas egipcias. La calidad de la carne para las que se hacen en casa es mucho mejor, pero todavía hay algo especial en las que se hacen afuera. Hawawshi es básicamente algún tipo de masa o pan egipcio "Baladi" relleno de carne molida, especias, cebollas, pimientos y más. Es súper sabroso especialmente con la grasa de la carne en el pan.